# Borja Prado Eulate
Francisco de Borja Prado Eulate, més conegut com a Borja Prado, (Madrid, 1956) és un empresari espanyol, president del grup de comunicació Mediaset España entre 2022 i 2023. Anteriorment va presidir la companyia energètica Endesa entre 2010 i 2019.

## Orígens
Nascut a Madrid l'any 1956, el seu pare va ser l'empresari Manuel Prado y Colón de Carvajal i la seva mare Paloma Eulate y Aznar, V marquesa de Zuya. Va cursar estudis de Dret fins a tercer a la Universitat Autònoma de Madrid, completant la seva formació en Relacions internacionals i Comerç exterior a la Universitat de Nova York i a l'empresa Philips Brothers. Des de 1990 està casat amb Pilar Benítez Toledano, amb qui ha tingut tres fills. És propietari de l'empresa de ramaderia de braus Torrealta, que gestiona la seva filla Pilar Prado.

## Trajectòria
Va ser membre de Foment del Comerç Exterior (Focoex) entre 1980 i 1987, president d'Almagro Asesoramiento e Inversiones, vicepresident d'UBS a Espanya entre 1989 i 1994, conseller de Rothschild Espanya entre 1995 i 1999, vicepresident de Lazard Asesores Financieros entre 1999 i 2007, conseller d'Endesa i d'Endesa Xile entre 2007 i 2009, vicepresident d'Enersis entre 2013 i 2015, president del Club Espanyol de l'Energia (Enerclub) entre 2016 i 2018, president de Mediobanca per a Ibèria i Llatinoamèrica entre 2007 i 2014, i Chairman of Global Coverage de Mediobanca fins al 2018. És president del grup espanyol de la Comissió Trilateral i, des del 27 de març de 2015, president de la Fundació Endesa, en substitució de Rafael Miranda. Així mateix, pertany al Consell d'administració de Mediaset España i Enel Iberoamèrica.
Entre el 2010 i el 12 d'abril de 2019 va presidir l'empresa energètica espanyola Endesa, companyia vinculada a la italiana Enel. El desembre de 2015 va estar implicat en el muntatge d'una xarxa d'espionatge intern destinat a controlar les comunicacions de la seva cúpula directiva, especialment el conseller delegat d'Endesa, Andrea Brentan, i el director general de l'empresa a Llatinoamèrica, Ignacio Antoñanzas. El seguiment va tenir per objectiu el control de mòbils i ordinadors, així com el monitoratge dels moviments de les persones espiades. Durant la seva darrera junta d'accionistes com a president va rebre nombroses protestes de treballadors i sindicalistes per les retallades del nou conveni col·lectiu. L'any que va deixar la presidència va cobrar gairebé 15 milions d'euros entre el sou i la indemnització per la rescissió del contracte laboral. Concretament van ser 14,78 milions d'euros, repartits en 9,61 milions com a indemnització, 14,22 milions en metàl·lic, 282.000 euros en sistemes d'estalvi i 287.000 euros per altres conceptes.
El desembre de 2021 era el tercer major accionista de la companyia de serveis d'inversió Key Capital Partners, amb una quota del 14,99% de les accions, només per darrere dels cofundadors Anas Laghari i Alex Matitia, amb un 16,61 i 43,21%, respectivament. Com a amic personal de Florentino Pérez i estret col·laborador a la multinacional ACS, va aconseguir que Key Capital apostés pel projecte (finalment fallit) de la Superlliga Europea de futbol, juntament amb el finançament de 3.250 milions d'euros inicials aportats per JPMorgan Chase.
El 23 de febrer de 2022, el Consell d'administració de Mediaset España va designar-lo nou president de l'empresa, després de la renúncia del president Alejandro Echevarría. A finals de 2023 es va fer públic que deixava la presidència, per discrepàncies amb la direcció.

## Premis i reconeixements
- 2018: Professor honorari de la Universitat Alfonso X el Sabio[20]
- 2018: Cavaller de justícia del Sagrat Orde Militar Constantinià de Sant Jordi
- 2013: Gran oficial de l'Orde de l'Estrella d'Itàlia (abans, Orde de l'Estel de la Solidaritat Italiana)[21]